# 레이시 내친왕 (1200년)
레이시/이야코 내친왕(일본어: 礼子内親王 れいし / いやこ ないしんのう[*], 쇼지 2년 (1200년) - 분에이 10년 8월 2일 (1273년 9월 14일))은 가마쿠라 시대 전기의 황족이다. 고토바 천황의 3황녀로, 어머니는 내대신 보몬 노부키요의 딸 보몬노츠보네이다. 동복형제로는 도죠 입도친왕, 요리히토 친왕이 있다. 츠치미카도ㆍ준토쿠 두 천황 시기에 카모 사이인을 맡았고, 후에 여원이 되었다. 원호는 카요몬인(嘉陽門院)이다.

## 생애
겐큐 원년 (1204년) 6월 23일, 5살의 나이로 내친왕 선하, 준삼궁 및 재원으로 복정되었다. 겐큐 2년 (1205년) 4월 28일, 사콘에후에 첫 재원 입성하였다. 겐에이 원년 (1206년) 4월 19일, 시노인에 들어갔다. 겐랴쿠 2년 (1212년) 9월 4일, 13세에 병으로 인해 재원직을 내려놓았다. 겐포 2년 (1214년) 6월 10일, 원호 선하를 받았다. 조큐 2년 (1220년) 5월 21일에 출가하였다 (계사는 동복형제인 도죠 입도친왕). 법명은 진뇨세이(真如性)이다. 분에이 10년 (1273년) 8월 2일, 74세의 고령의 나이로 사망했다.
어린 시절에는 할머니 시치죠인 쇼쿠시 밑에서 양육된 것으로 보이며, 『노리스케 왕기(業資王記)』에 시치죠인에서 "히메미야(姫宮)"의 이타다키모치(戴餅)나 오사카나아지이와이(御魚味祝)를 지낸 기록을 볼 수 있다. 재원직을 내려놓은 후에는 『메이게츠키(明月記)』에서는 시죠 미부의 고쇼에 있어, 고호리카와 천황이 자주 행차한 것으로 알려졌으며, 또, 외가 보몬가의 행사에도 시치죠인 등과 함께 갔다. 그 후, 조큐의 난으로 아버지 고토바인과 동복동생 요리히토 친왕은 난 후 각각 오키국과 비젠국으로 유배되었고, 또 어머니 보몬노츠보네 (니시노온카타)도 고토바인과 동행했지만, 레이시 내친왕은 교토에 머물렀고, 가테이 2년 (1236년) 무렵에는 닌나지 고쇼에 있었다는 기록이 있다 (『여간법사집(如願法師集)』).
도한, 조큐의 난으로 이한 혼란 등으로 인해, 이후 카모 사이인은 복정되지 않고 폐지, 레이시 내친왕이 역대 마지막 재원이 되었다.

## 같이 보기
- 카요몬인노 에치젠